# Базаров, Батыр Аганазарович
Батыр Аганазарович Базаров (туркм. Batyr Aganazarowich Bazarow) — туркменский государственный деятель.

## Биография
Родился в 1976 году в поселке Саят Чарджоуской области Туркменской ССР.
В 1997 году окончил Туркменский государственный педагогический институт имени Сейитназара Сейди, получив специальность математика, преподавателя информатики и вычислительной техники.
В 2002 году окончил Московский коммерческий институт (специальность — экономист по финансово-кредитной работе).
В 2007 году окончил Академию государственной службы при Президенте Туркменистана.
Работать начал в 1997 году старшим бухгалтером Лебапского велаятского управления банка «Туркменистан».
В 1998—1999 годах проходил воинскую службу.
В 1999—2001 гг. — бухгалтер отдела бухгалтерских операций, старший бухгалтер филиала «Амуль» Лебапского велаятского управления банка «Туркменистан».
В 2001—2002 гг. — экономист, начальник планово-финансового отдела многопрофильной больницы Лебапского велаята.
2002—2010 — главный бухгалтер, начальник бухгалтерского отдела хякимлика Лебапского велаята.
2010—2014 — начальник управления экономики и развития Лебапского велаята.
2014—2016 — председатель Агентства по защите экономики от рисков при Министерстве экономики и развития Туркменистана.
08.04.2016 — 05.10.2017 — министр экономики и развития Туркменистана.
05.10.2017 — 07.02.2020 — министр финансов и экономики Туркменистана. Освобождён от должности в связи с переходом на другую работу.

## Награды и звания
- юбилейная медаль «25 лет независимости Туркменистана» (2016)